# 丁姬
丁姬（前1世纪？—前5年7月9日），汉哀帝之母，山阳郡瑕丘（今山东省兖州市）人，父为庐江郡太守。

## 生平
丁氏嫁给定陶王刘康为妾。王后张氏无子，只有丁姬在河平四年（前25年）生下刘欣，即哀帝。绥和二年（前7年），其子刘欣即位，以生母丁姬為恭皇后，後改號為帝太后，丁氏的兩兄丁忠早逝，丁明为阳安侯。丁忠子丁满为平周侯。太后叔父丁宪为太仆、丁望为左将军。丁明为大司马骠骑将军，辅政。建平二年（前5年）六月五日（儒略曆7月9日），丁太后崩。葬在定陶恭皇之园。
哀帝逝世后，王莽秉政，贬傅太后号为定陶恭王母，丁太后号曰丁姬。

## 陵墓
王莽秉政後，以丁姬沒有遵守臣妾之道、墓葬不符合禮制為由，挖開丁姬墳墓，取出帝太后璽綬和珠玉葬衣，更換梓宮為木棺，焚燒丁姬的外槨以及外槨內陪葬品，將丁姬遷葬於定陶恭王側室墓地上，並花了20天將丁姬原墳墓剷平。
山东定陶圣灵湖汉墓于2012年被考古人員猜測為丁姬之墓，但墓葬內並沒有確鑿證據可以證明。該墓葬入选2012年全国十大考古新发现。

## 延伸阅读
[在维基数据编辑]
 《漢書·卷097上》，出自班固《漢書》
 《漢書/卷097下》，出自班固《漢書》